# KF Prishtina
KF Prishtina är en fotbollsklubb från Pristina i Kosovo, bland framgångarna finns annat spel i Kosovar Superliga.

## Placering tidigare säsonger
| Säsong    | Nivå | Liga              | Placering | Referens | Notering |
| --------- | ---- | ----------------- | --------- | -------- | -------- |
| 2007/2008 | 1    | Kosovar Superliga | 1         | [ 1 ]    |          |
| 2008/2009 | 1    | Kosovar Superliga | 1         | [ 2 ]    |          |
| 2009/2010 | 1    | Kosovar Superliga | 2         | [ 3 ]    |          |
| 2010/2011 | 1    | Kosovar Superliga | 2         | [ 4 ]    |          |
| 2011/2012 | 1    | Kosovar Superliga | 1         | [ 5 ]    |          |
| 2012/2013 | 1    | Kosovar Superliga | 1         | [ 6 ]    |          |
| 2013/2014 | 1    | Kosovar Superliga | 2         | [ 7 ]    |          |
| 2014/2015 | 1    | Kosovar Superliga | 3         | [ 8 ]    |          |
| 2015/2016 | 1    | Kosovar Superliga | 8         | [ 9 ]    |          |
| 2016/2017 | 1    | Kosovar Superliga | 2         | [ 10 ]   |          |
| 2017/2018 | 1    | Kosovar Superliga | 2         | [ 11 ]   |          |
| 2018/2019 | 1    | Kosovar Superliga | 2         | [ 12 ]   |          |
| 2019/2020 | 1    | Kosovar Superliga | 4         | [ 13 ]   |          |
| 2020/2021 | 1    | Kosovar Superliga | 1         | [ 14 ]   |          |
| 2021/2022 | 1    | Kosovar Superliga | 5         | [ 15 ]   |          |
| 2022/2023 | 1    | Kosovar Superliga | 5         | [ 16 ]   |          |
| 2023/2024 | 1    | Kosovar Superliga | 5         | [ 17 ]   |          |
| 2024/2025 | 1    | Kosovar Superliga | 6         | [ 18 ]   |          |

### Fotnoter
1. ↑  https://www.rsssf.org/tablesk/kosovo08.html
2. ↑  https://www.rsssf.org/tablesk/kosovo09.html
3. ↑  https://www.rsssf.org/tablesk/kosovo2010.html
4. ↑  https://www.rsssf.org/tablesk/kosovo2011.html
5. ↑  https://www.rsssf.org/tablesk/kosovo2012.html
6. ↑  https://www.rsssf.org/tablesk/kosovo2013.html
7. ↑  https://www.rsssf.org/tablesk/kosovo2014.html
8. ↑  https://www.rsssf.org/tablesk/kosovo2015.html
9. ↑  https://www.rsssf.org/tablesk/kosovo2016.html
10. ↑  https://www.rsssf.org/tablesk/kosovo2017.html
11. ↑  https://www.rsssf.org/tablesk/kosovo2018.html
12. ↑  https://www.rsssf.org/tablesk/kosovo2019.html
13. ↑  https://www.rsssf.org/tablesk/kosovo2020.html
14. ↑  https://www.rsssf.org/tablesk/kosovo2021.html
15. ↑  https://www.rsssf.org/tablesk/kosovo2022.html
16. ↑  https://www.rsssf.org/tablesk/kosovo2023.html
17. ↑  https://www.rsssf.org/tablesk/kosovo2024.html
18. ↑  https://www.rsssf.org/tablesk/kosovo2025.html